# Martin Rajniš
Martin Rajniš (* 16. května 1944, Praha) je český architekt a urbanista, spoluzakladatel České komory architektů a zakladatel ateliéru Huť architektury Martin Rajniš, který vede s Davidem Kubíkem a Tomášem Kosnarem. Po studiu na ČVUT mezi lety 1962 a 1969, následném postgraduálním studiu na AVU se jeho stavitelská kariéra rozpíná více než padesát let.
Od práce v období 70. a 80. let, kdy jeho kariéru ovlivňoval konflikt s tehdejším politickým režimem, až po tvorbu do roku 1996 je Rajnišova tvorba charakterizována modernistickým high-tech stylem ateliérů SIAL vedeným architekty Karlem Hubáčkem a Miroslavem Masákem, a později také ateliérem D.A.Studio s Markétou Cajthamlovou, Levem Lauermannem, Stanislavem Fialou a Jaroslavem Zimou. Mezi prominentními budovami projektovanými Rajnišem v tomhle období jsou obchodní dům Máj, obchodní centrum Nový Smíchov a urbanistická koncepce čtvrti Anděl na Smíchově. V 80. letech Rajniš dále pořádal skrze Studio Shape a státní podnik Artproject zahraniční výstavy, především návrh výherní soutěže a realizace pro pavilon dopravy na Světové výstavě 1986 ve Vancouveru v Kanadě.
Po sametové revoluci od roku 1990 vedl ateliér na Vysoké škole uměleckoprůmyslové v Praze (VŠUP) s Jakubem Ciglerem a byl jmenován profesorem v roce 1993.
Mezi lety 1996 a 2000 Rajniš přerušil svou pracovní kariéru a strávil tohle období cestováním na čtyřech kontinentech. Jeho cesty v byly částečně realizovány skrze mořeplavbu, kde Rajniš také vykonával pozici kapitána lodi, navazující na jeho zálibu v plavbách na Vltavě z dětství.
Po roce 2001 obnovil Rajniš svou činnost v architektuře se stylistickým odklonem od betonu a oceli ke strukturálnímu a estetickému využití dřeva a kamene vedle skla a oceli, což provázela orientace k experimentálním stavbám.
V tomhle období navrhuje stavby s konceptem "přirozená architektura" a "zelená obytná krajina" inspirované biologickými a geologickými přírodními strukturami a geometrií, které pozoroval při svém cestování. Prominentní stavby z tohoto období jsou nová Poštovny na Sněžce, řada rozhleden jako Doubravka XIV., Bára, Ester, Maják a muzeum Járy Cimrmana, auditorium Vzducholoď Gulliver v Centru současného umění DOX.

## Biografie

### Mládí a vzdělání
Martin Rajniš se narodil v Praze 16. května 1944 za Protektorátu Čechy a Morava ve městské rodině vyšší střední třídy Ivo Rajnišovi a Věře Rajnišové. Vyrůstal jako jedináček v prostorném bytě v centru Prahy a částečně také na venkově s širší rodinou v obci Římov v blízkosti Českých Budějovic. Po roce 1949 také trávil víkendy s rodiči v obci Horní Maxov v Jizerských horách, kde jeho otec koupil chalupu.
Ivo Rajniš (narozen 1905), původem syn majitele továrny na litinové výrobky, byl vystudovaný inženýr a spoluvlastnil firmu Dorka, která organizovala realizaci a obchod s českými vynálezy a patenty. Po znárodnění soukromých podniků v roce 1948 pracoval Ivo v pozici dělníka.
Věra Rajnišová (narozena 1905), původem dcera ředitele zemědělské školy, statkáře, autora odborné literatury o zemědělství a poslance Říšské rady ve Vídni, byla zdravotní sestra a později vedoucí diagnostického oddělení v nemocnici Motol.
Rajniš popisuje v autobiografii svůj odpor k metodám institucionálního vzdělávání již od základní školy v období totalitního Československa. Dále popisuje Rajniš počátek své celoživotní záliby v plachtění a mořeplavbě, která vznikla po roce 1954, když se otcem Aloisem rekreoval na rybářské loďce na Vltavě.
Po ukončení gymnázia v Praze-Braníku vystudoval v letech 1962–69 Fakultu architektury ČVUT v Praze. V obdobích během studia pracoval v roce 1965 v Západním Německu na opravě katedrály v Kolíně nad Rýnem a v roce 1968 v Nizozemsku, kde se účastnil místních protestů proti Invazi vojsk Varšavské smlouvy do Československa. Následně se vrátil do Československa a dokončil studium na ČVUT v roce 1969. Pokračoval dvouletým postgraduálním studiem na AVU (pod vedením prof. Cubra). Roku 1968 Martin podnikl svou první plavbu po Evropě přes Labe a podél pobřeží do Amsterdamu.

### Do roku 1989

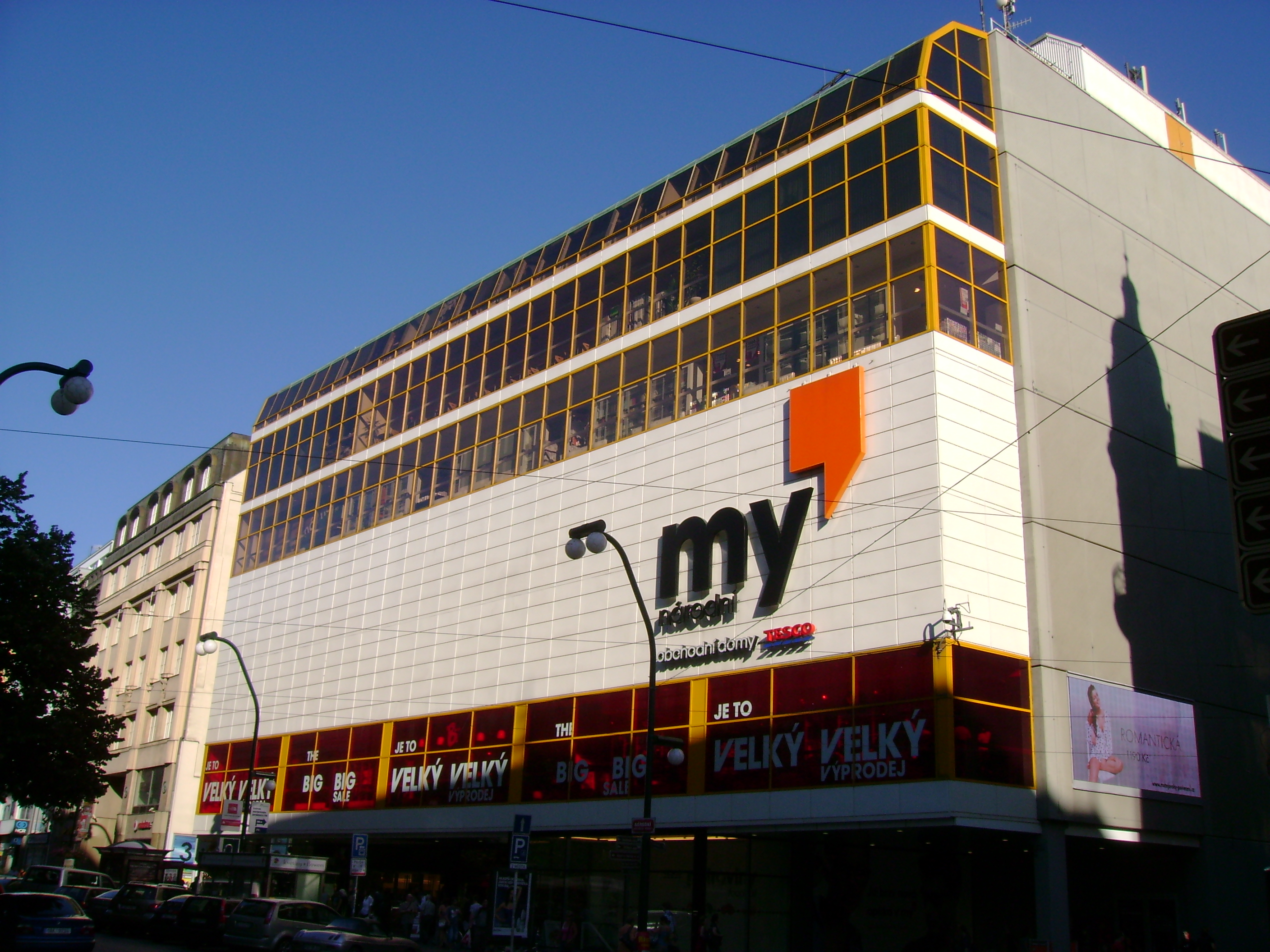
Obchodní dům Máj

Od roku 1969 pracoval následujících deset let v progresivním ateliéru SIAL v Liberci vedeným architekty Karel Hubáček a Miroslav Masák. V Sialu byl s Johnem Eislerem a Masákem zodpovědný za výherní soutěžní návrh obchodního domu Máj. Máj se stal druhým obchodním domem v Praze po OD Kotva jakožto součást sítě Prior.
Mezi lety 1979 a 1986 spolupracoval Rajniš skrze Studio Shape založené Jaromírem Hníkem na návrzích a organizaci výstav pro převážně zahraniční klienty. Tohle umožnilo Art Centrum, státní podnik pro export českého umění, se kterým Rajniš vyhrál soutěž a následně realizoval pavilónu Dějiny dopravy na Světové výstavě EXPO 1986 ve Vancouveru společně s Hníkem, Petrem Hořejšem a Jiřím Černým.
Od roku 1986 Rajniš spoluzaložil D.A. Studio s kolegy Markétou Cajthamlovou, Levem Lauermannem, ke kterým se přidali Stanislav Fiala, Jaroslav Zima, Tomáš Prouza a Jan Mleziva. D.A. Studio realizovalo projekty do roku 1996. Rajniš byl zodpovědný za management urbanistické přestavby čtvrti Anděl na Smíchově, kde D.A. Studio projektovalo celkem 22 budov. Jejich nejrozsáhlejším projektem na Smíchově se stala později v 90. letech stavba obchodního centra Nový Smíchov, otevřeného v roce 2001 na místě bývalé Ringhofferovy továrny, pozdější ČKD v lokalitě Anděl.

### Od roku 1990

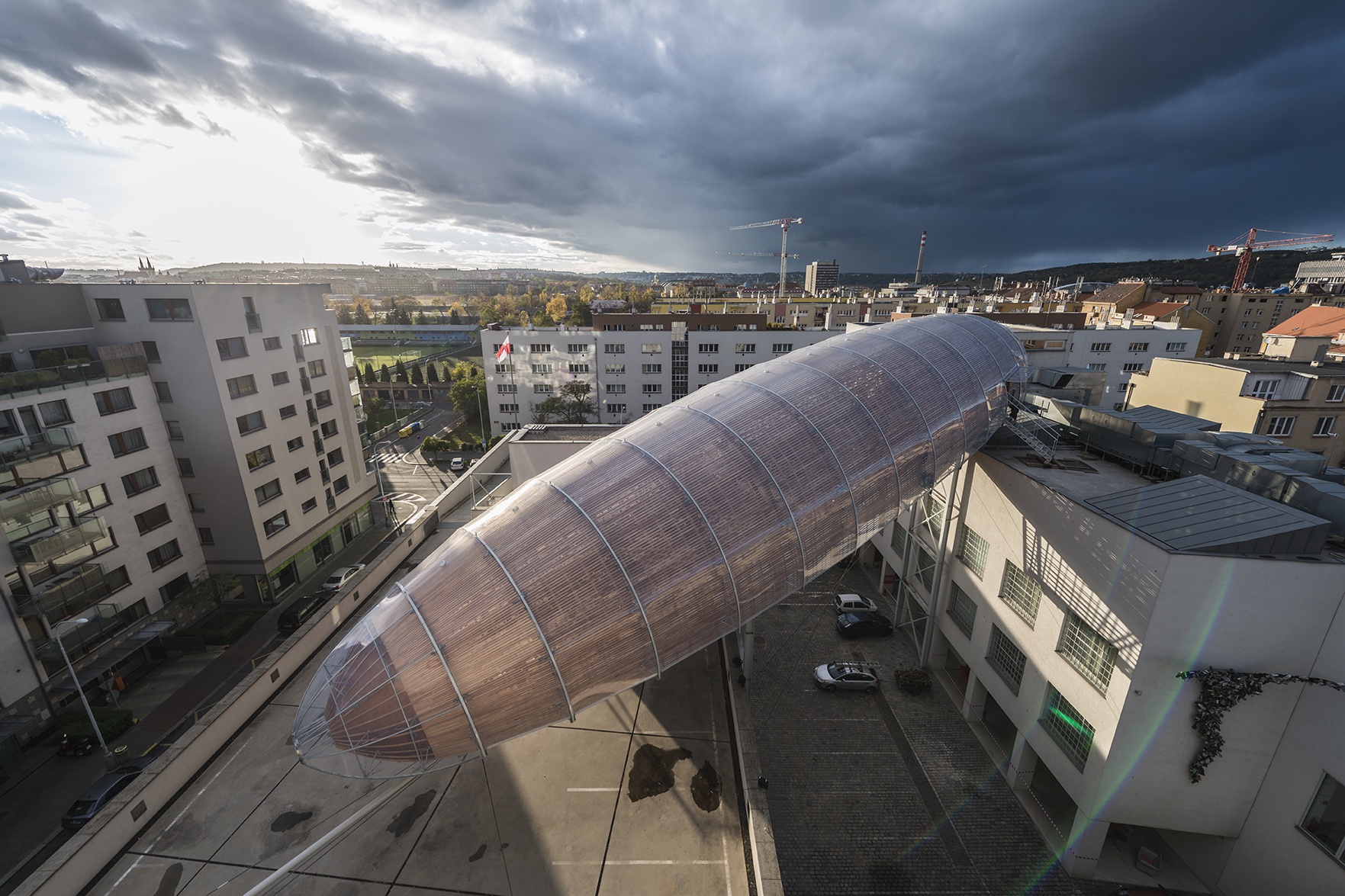
Vzducholoď Gulliver, součást pražského Centra současného umění DOX

Mezi lety 1990 a 1997 vyučoval na Vysoké škole uměleckoprůmyslové (VŠUP) spolu s Jakubem Ciglerem a později na Technické univerzitě v Liberci v letech 2001–02 a 2006–07. V roce 1993 byl jmenován profesorem, a mezi lety 1992 až 1995 byl členem soudu České komory architektů. Martin Rajniš přenechal v roce 1996 kancelář D.A. Studio svým společníkům (transformovala se v následnou kancelář D3A) a do roku 2000 cestoval na čtyřech kontinentech částečně skrze mořeplavbu. Zpět k architektuře se vrátil postupně po roce 2000.
Mezi lety 2003 a 2005 pracoval s Patrikem Hoffmanem v kanceláři H.R.A. V roce 2005 pak s Davidem Kubíkem založil novou kancelář e-MRAK. Roku 2007 byl dokončen projekt Poštovna na Sněžce. V roce 2010 byla česká expozice vystavená 29. srpna až 21. listopadu na 12. mezinárodní výstavě architektury v Benátkách navržena Rajnišem. Od roku 2012 vede ateliér Huť architektury Martin Rajniš se sídlem v Praze. s Davidem Kubíkem a později také Tomášem Kosnarem. Od roku 2012 také vedl praktické studentské workshopy zaměřené na skulpturální dřevostavby.
Martin Rajniš byl v roce 2014 zvolen předsedou Gremiální rady Institutu plánování a rozvoje hlavního města Prahy (IPR). Muzeum a Maják Járy Cimrmana dokončeny roku 2014. Auditorium Vzducholoď Gulliver v Centru současného umění DOX bylo dokončeno roku 2016.
Klinika Dr. Pírka v Mladé Boleslavi byla dokončena roku 2018. Rozhledna Doubravka XIV. dokončena roku 2018 a je první veřejně přístupnou pražskou rozhlednu od dokončení Žižkovského vysílače. V roce 2021 vedení Prahy udělilo Rajnišovi stříbrnou medaili hlavního města za významné celoživotní dílo v oblasti architektury spjaté s hlavním městem.

## Styl, teorie a manifest

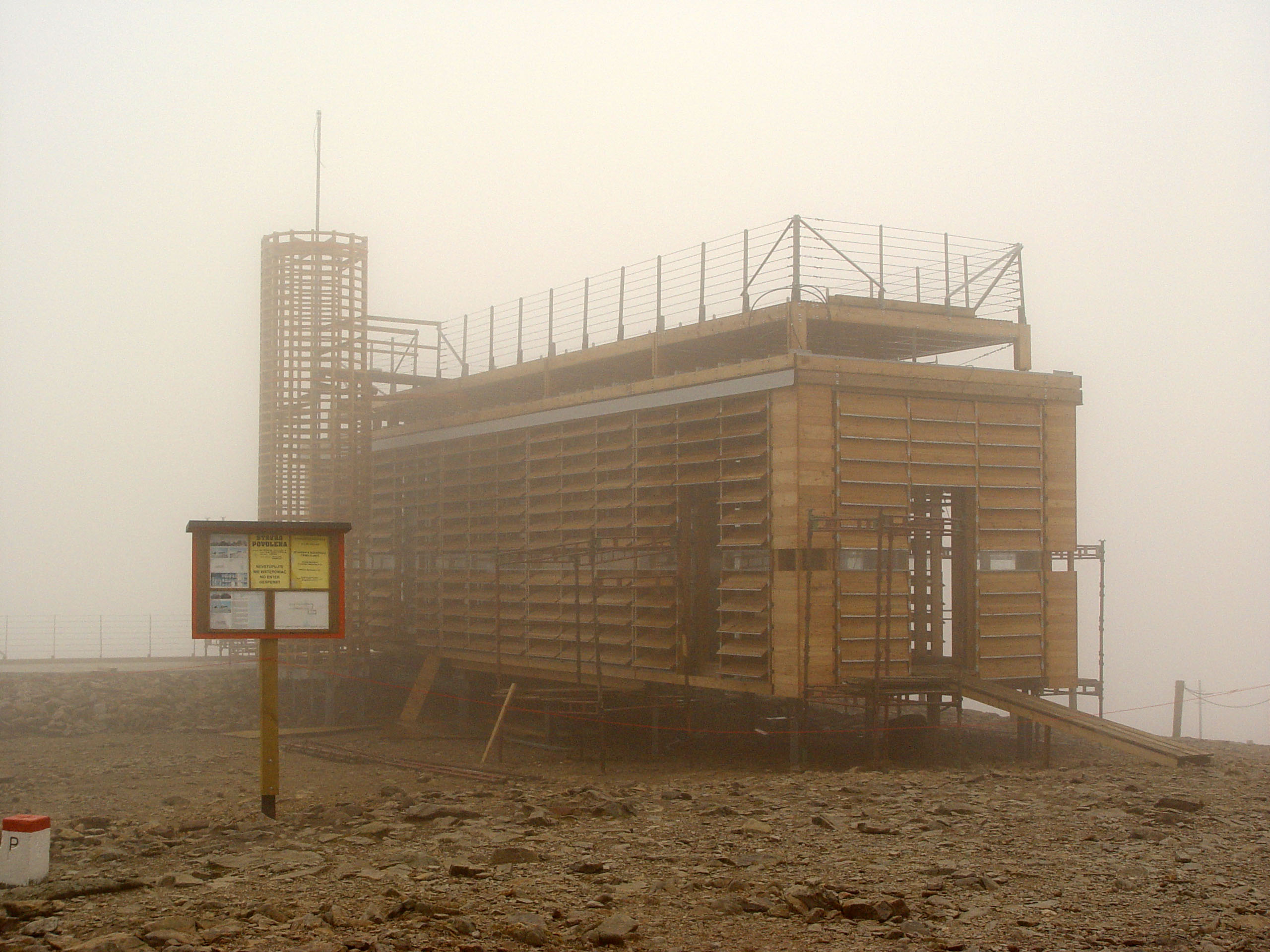
Česká poštovna na Sněžce

Rajnišova raná práce má mezinárodní modernistickou či funkcionalistickou estetiku high-tech stylu inspirovanou neofunkcionalismem a brutalismem. V období po roce 2000 Rajniš přeorientoval materiálnost svých návrhů od oceli a betonu k "přírodnímu" dřevu, kameni a sklu.
Rajiš je kritikem panelových domů a jejich dopadu na společnost. K návrhu urbanismu Smíchova Rajniš komentuje: "Co je na městě nejdůležitější? To, že je plný lidí, který se chtěj vzájemně potkávat. Lidi zkrátka potřebujou možnost podělit se o svý trable i štěstí, vidět ostatní v akci. Na ulicích, v kavárnách a v hospodách každodenně prožíváme báječný divadlo života, co dělá město obyvatelnou strukturou (…) Aby se lidem ve městě žilo dobře, musej tam bejt normální věci: tak akorát široký ulice, tak akorát velký domy - tu stárnoucí barák, tu novej, krámy, bijáky, kavárny, vinárny a taky pošta a čistírna, zkrátka služby a parky. Všechny tyhle místa vyvolávaj v lidech potřebu setkávat se, navazovat kontakty a cítit se příjemně.". Rajniš dále komentuje městský urbanismus a architekturu jednotlivých budov: "Různorodej blok, ve kterým žije různorodý obyvatelstvo, který i různě stárne, je mnohem životaschopnější. A pokud je v bloku sem tam nějakej blbej barák, dá se třeba za sto let zbourat a nahradit lepším – Praha tímhle procesem pozitivního výběru prošla mockrát".
V roce 2004 Rajniš nechal patentovat systém SSBS (Special Scaffolding Building System) – systém stavění domů s dřevěnou lešeňovou konstrukcí, které lze rozložit bez následné újmy k okolní krajině. Mezi Rajnišovy koncepty po roce 2005 je dále "přirozená architektura" a "zelená obytná krajina".
Rajniš svou teorii shrnuje v manifestu o architektuře:
1. Diverzita je udržení příjemné podobnosti a rozdílnosti. Pokud každá věc není originálem, něco nám chybí. Opakem diverzity je monokultura.
2. Entropie popisuje míru organizace a chaosu. Správná míra entropie je rozdíl mezi rostlým městem a uměle navrhovaným městem. To rostlé je nám bližší. Podobá se lesu, podobá se přírodě, která má míru entropie správně nastavenou. Jakmile se chaos zcela vytratí, věc přestaneme chápat jako přirozenou a je nám cizí.
3. Rozhraní: To nejúžasnější v přírodě se děje na rozhraní. Třeba lesa a louky, louky a rybníka. Totéž by mělo být v našich domech i městech. Hluboké rozhraní mezi vnějškem a vnitřkem. Pokud to rozhraní nevyužijeme, děláme chybu.
4. Symbióza: Miliardy let žijí organizmy v symbióze. Musíme dosáhnout toho, aby se naše stavby a přírodní systémy staly symbionty. Aby se navzájem pozitivně ovlivňovaly. Nejde o to, že se popnou rostlinami. Ale že si začnou navzájem pomáhat, spolupůsobit, vyhovovat.
5. Inteligentní kůže: patří k této symbióze. Všechny organismy mají inteligentní kůži. Je to vícevrstvý obal, který se neustále proměňuje, reaguje na měnící se okolí. Pokud naše domy mají být přirozené, musí si z toho vzít vzor a vytvořit si podobný obal, který reaguje na změny uvnitř i venku.
6. Adaptabilita: Plán, který nepočítá s tím, že už v okamžiku svého uskutečnění je nedokonalý a potřebuje se měnit, je špatný. Potřebujeme dělat věci přizpůsobivé, stavět stavby tak, aby se daly jednoduše proměňovat.
7. Svoboda: Svoboda je rodnou sestrou nahodilosti, bratříčkem odvahy. Bez svobody stavění ve smyslu volného užívání, modifikování, neúcty k toporným pravidlům nemůže vzniknout dobrá architektura. Omezování svobody vždy vede k poškození systému. Tvrdé plánovací systémy umrtvují naše stavby.
8. Materiály: Přírodní materiály jsou nám blízké – dřevo, kámen, sklo, voda, země, hlína. Jsou nám bližší, než materiály více zpracovávané. Stárnou přirozeně, jako člověk, jako příroda, a přirozená architektura je na nich postavena.
9. Ekonomie a ekologie: Neexistuje ekologický dům, který by měl v nepořádku ekonomii. V hloubce jakéhokoliv chování přírody je hluboký ekonomický zájem. Každá rostlina, organismus, všechno řeší co nejúsporněji, nejstřídměji. Co plýtvá zdroji na dosažení cíle, je špatně. Drahý ekologický dům je protimluv – buď je drahý, nebo ekologický.
10. Proud energie: Všechny žijící organismy se správně orientují v proudu energie, která k nám přichází ze Slunce. Nacházejí si v tomto proudu své bezpečné místo. Jakmile se my a naše stavby přestaneme v tomto proudu správně orientovat, vyhledávat a nasávat energii, jsme ochuzení.
11. Vznik, existence, zánik: Čím méně se stavba zakousne do přírody, čím je ohleduplnější, a čím lépe si vymyslí i svůj zánik, tím je přirozenější. Zatím se chováme spíše jako tsunami, sopky, zemětřesení a jiná boží dopuštění. Nebylo by lepší se chovat jako louka nebo les, který umí přijít a po čase zas odejít? Přirozená stavba je bezúdržbová, nenásilná struktura, kterou člověk několika nenápadnými pokyny instruuje, aby mu sloužila.
12. Stavění je to nejpodstatnější na architektuře. Pokud stavba není v pořádku, je architektura úplně mimo. Přirozená architektura musí být svázaná s dobrým stavitelstvím.

## Seznam realizací

### Před rokem 2001
- 1975 – Obchodní dům Máj na Národní třídě v Praze (spolu s J. Eislerem a M. Masákem)
- 1986 – Pavilón „Dějiny dopravy“ na Světové výstavě EXPO ve Vancouveru
- 1996 – Továrna Sipral, Praha (D.A. Studio)
- 2001 – Kulturní a obchodní centrum Nový Smíchov, (D.A. Studio), Praha

### Po roce 2001
- 2001 – Dům pro Pavla Štechu, Černošice[24]
- 2004 – Továrna Koloděje, Praha (H.R.A)
- 2004 – SSBS, Praha (H.R.A.)
- 2004 – Stodola Maxov, Horní Maxov (e-MRAK)
- 2006 – Věž Scholzberg, Horní Maxov (e-MRAK)
- 2006 – Stodola v Krňany, Krňany (e-MRAK)
- 2007 – Nová Česká poštovna „Anežka“ na Sněžce, Sněžka (H.R.A.)
- 2007 – Hráň u Slavonic, Slavonice (e-MRAK)
- 2009 – Ateliér nad řekou, Kamenný Újezdec (e-MRAK)
- 2009 – Rozhledna Bára, Chrudim (e-MRAK)
- 2010 – Správa lesů města Písku, Písek (e-MRAK)
- 2010 – Transborder Chrastava, Andělská hora (e-MRAK)
- 2011 – Dům v oboře, Železná (e-MRAK)
- 2013 – Maják a muzeum Járy Cimrmana, Tanvald (HAMR)
- 2015 – Rozhledna Máminka, Hudlice (HAMR)
- 2016 – Vzducholoď Guliver, Centrum současného umění DOX, Praha (HAMR a Leoš Válka)
- 2016 – Golf klub Kácov, Kácov (HAMR)
- 2017 – Rozhledna Ester, Jeruzalém, Izrael[25]
- 2018 – Klinika Dr. Pírka, Mladá Boleslav (HAMR)
- 2018 – Rozhledna Doubravka XIV., Praha (HAMR)
- 2018 – Rozhledna Kraličák, Králický Sněžník (HAMR)
- 2019 – Přístavba Jižní Čechy, Kukle (HAMR)
- 2020 – Venkovní učebny, Praha (HAMR)
- 2021 – Rozhledna Závist, Dolní Břežany (HAMR)
- 2022 – Včelín Hostivař, Praha-Hostivař (HAMR)[26]

### Workshopy
- 2015 – Dóm chaosu, Praha–Dejvice
- 2014 – Artefakt, Praha–Kyje
- 2012 – Dřevěné struktury, Brno

### Galerie

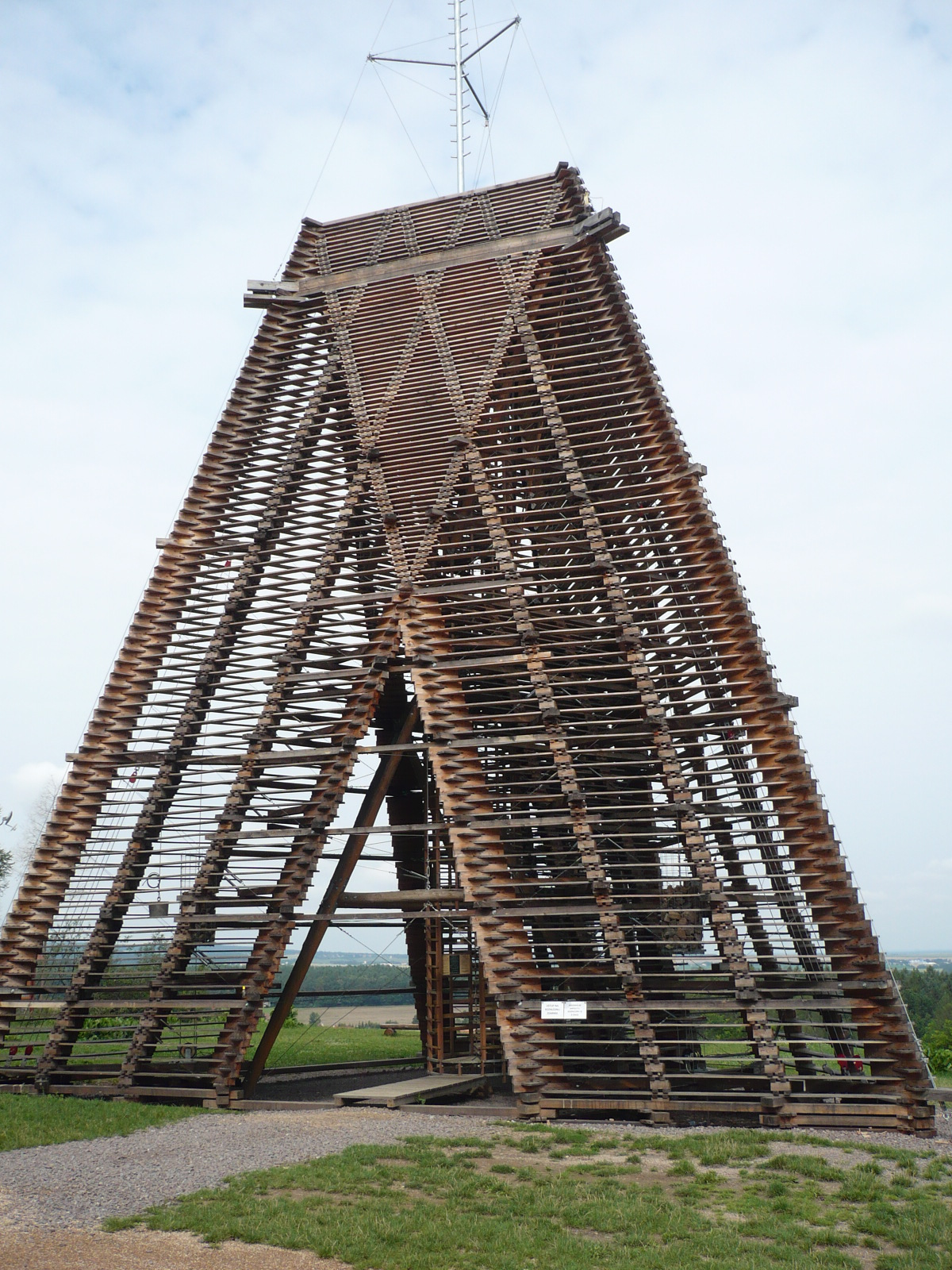
Rozhledna Bára
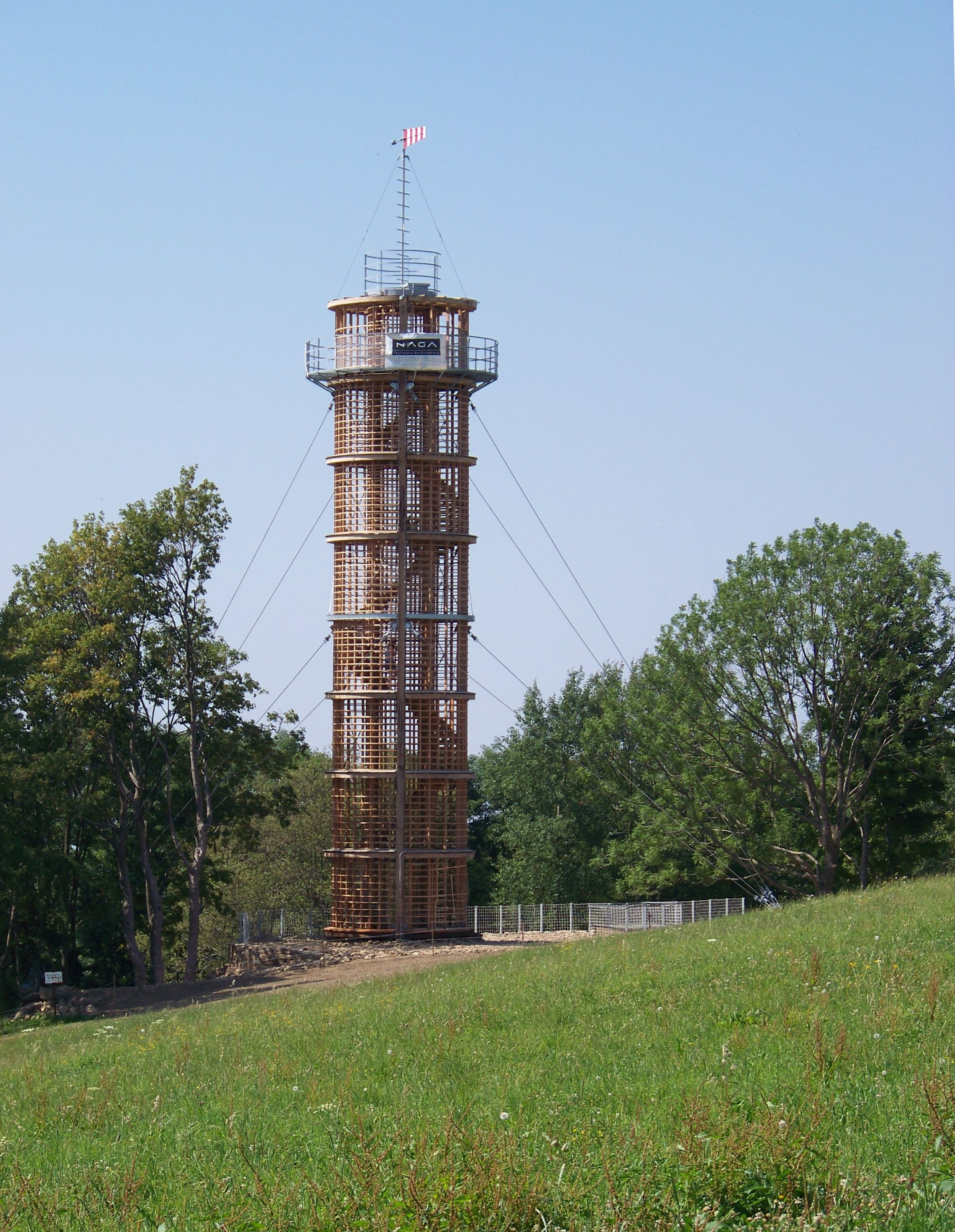
Maják Járy Cimrmana
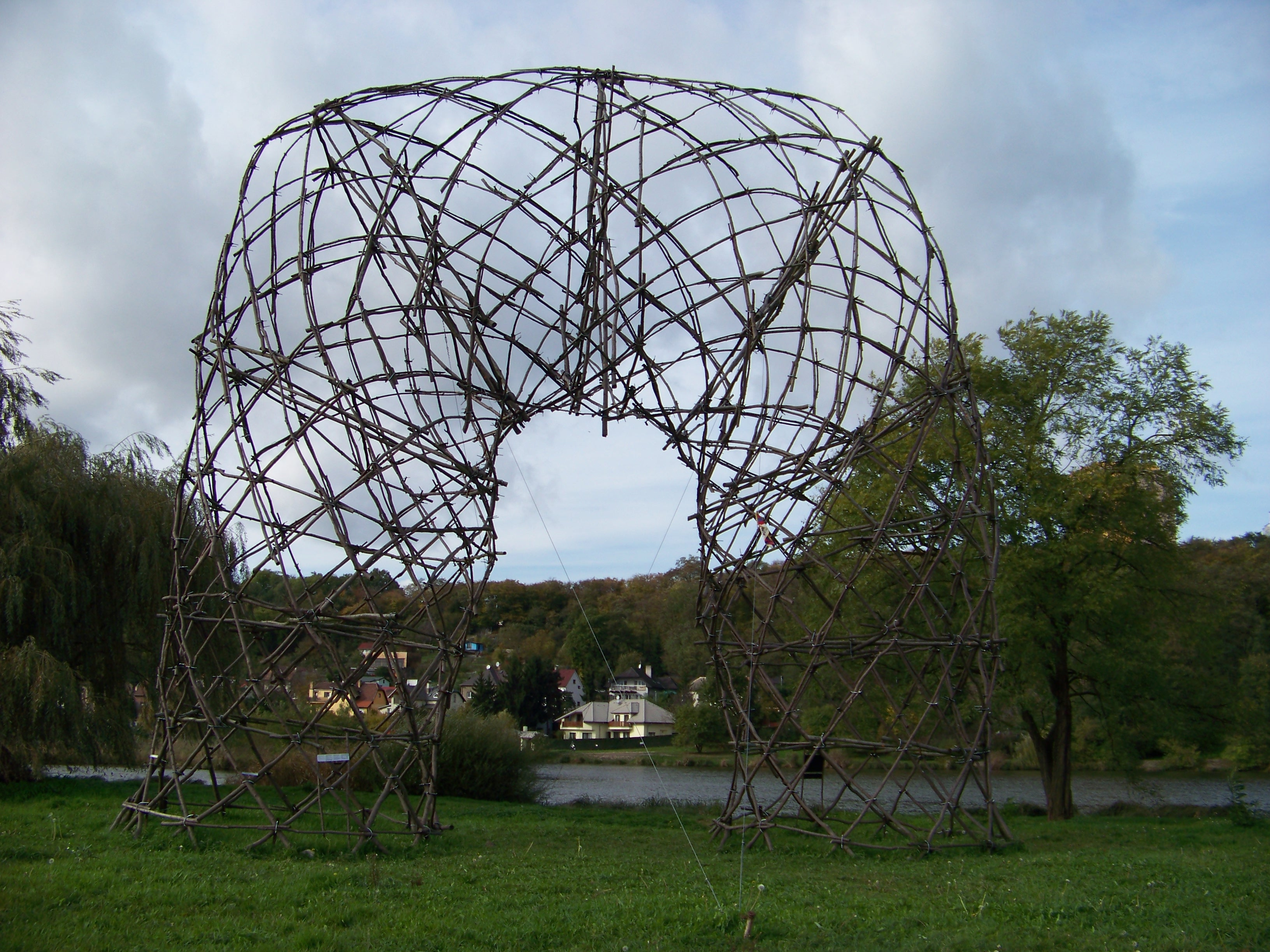
Artefakt
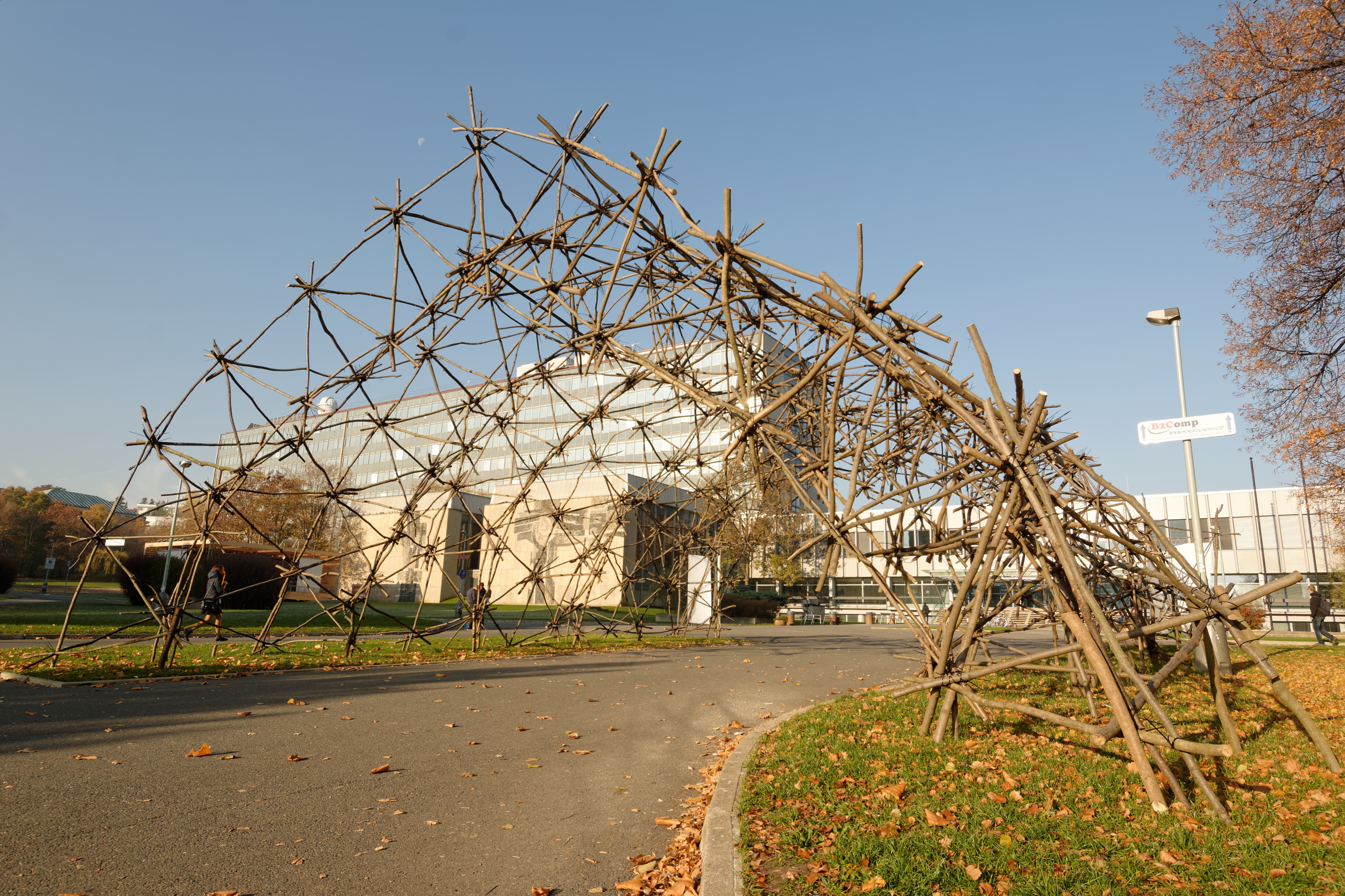
Dóm chaosu
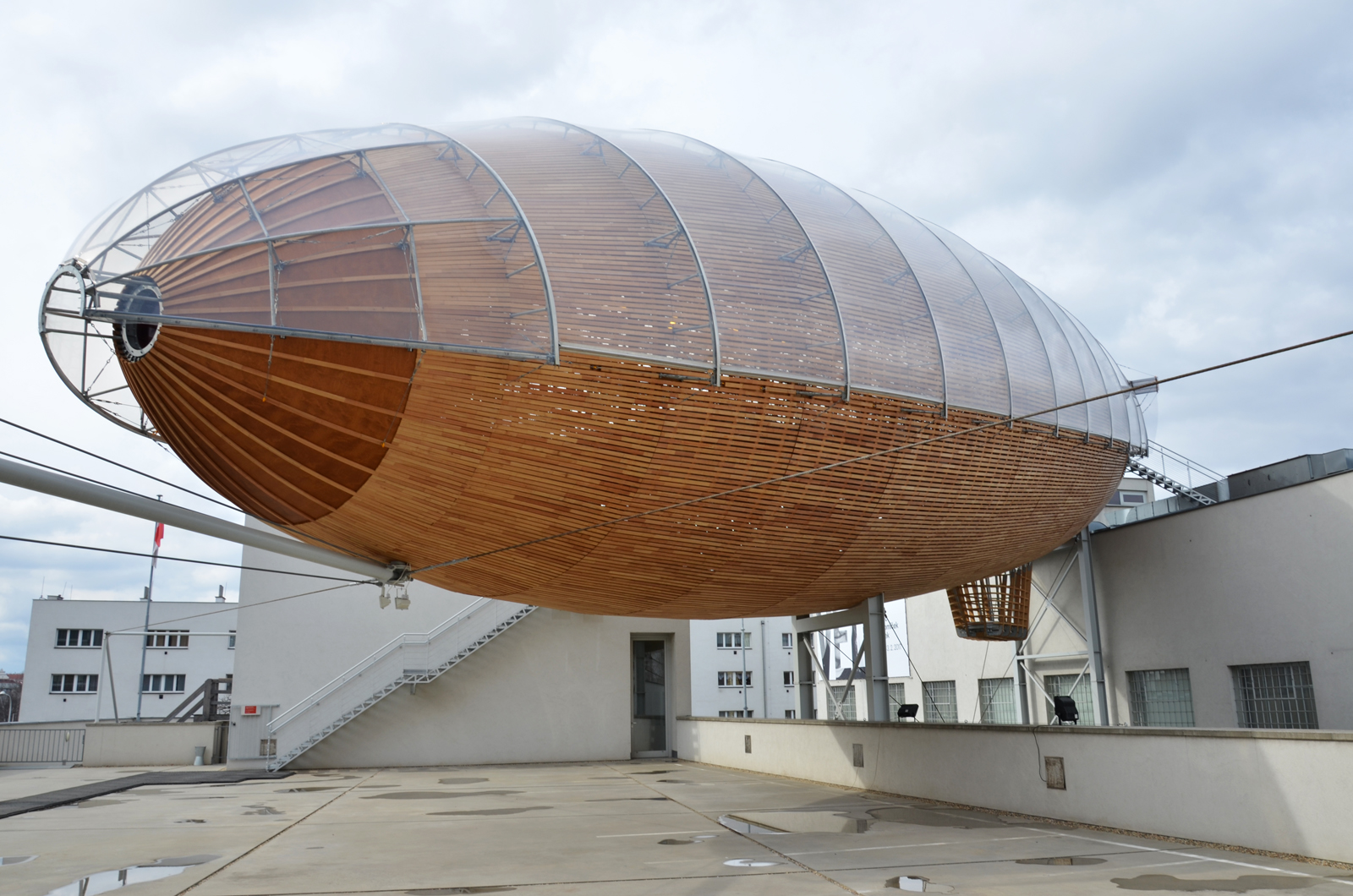
Vzducholoď Gulliver
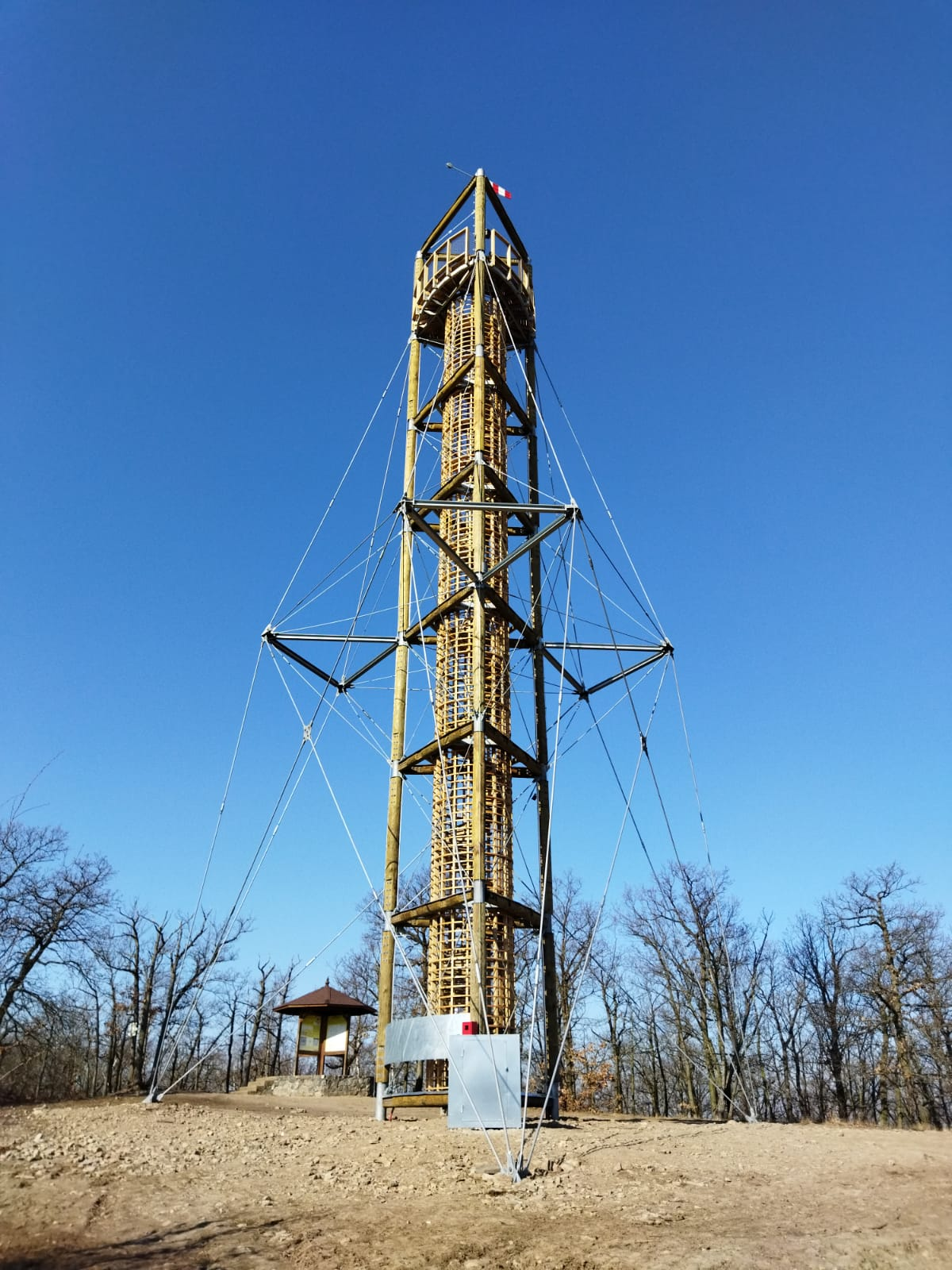
Rozhledna Závist
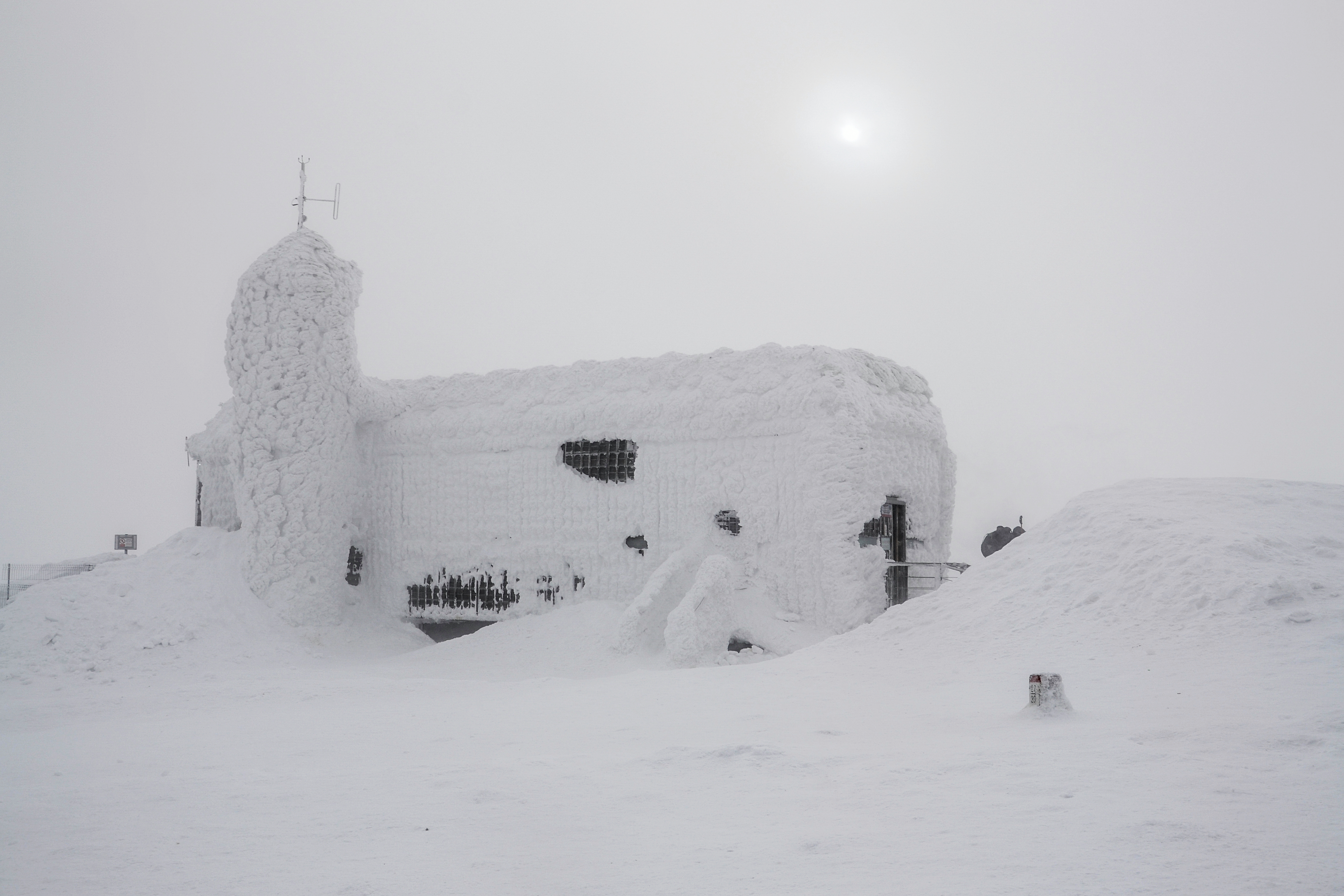
Poštovna na Sněžce v zimě
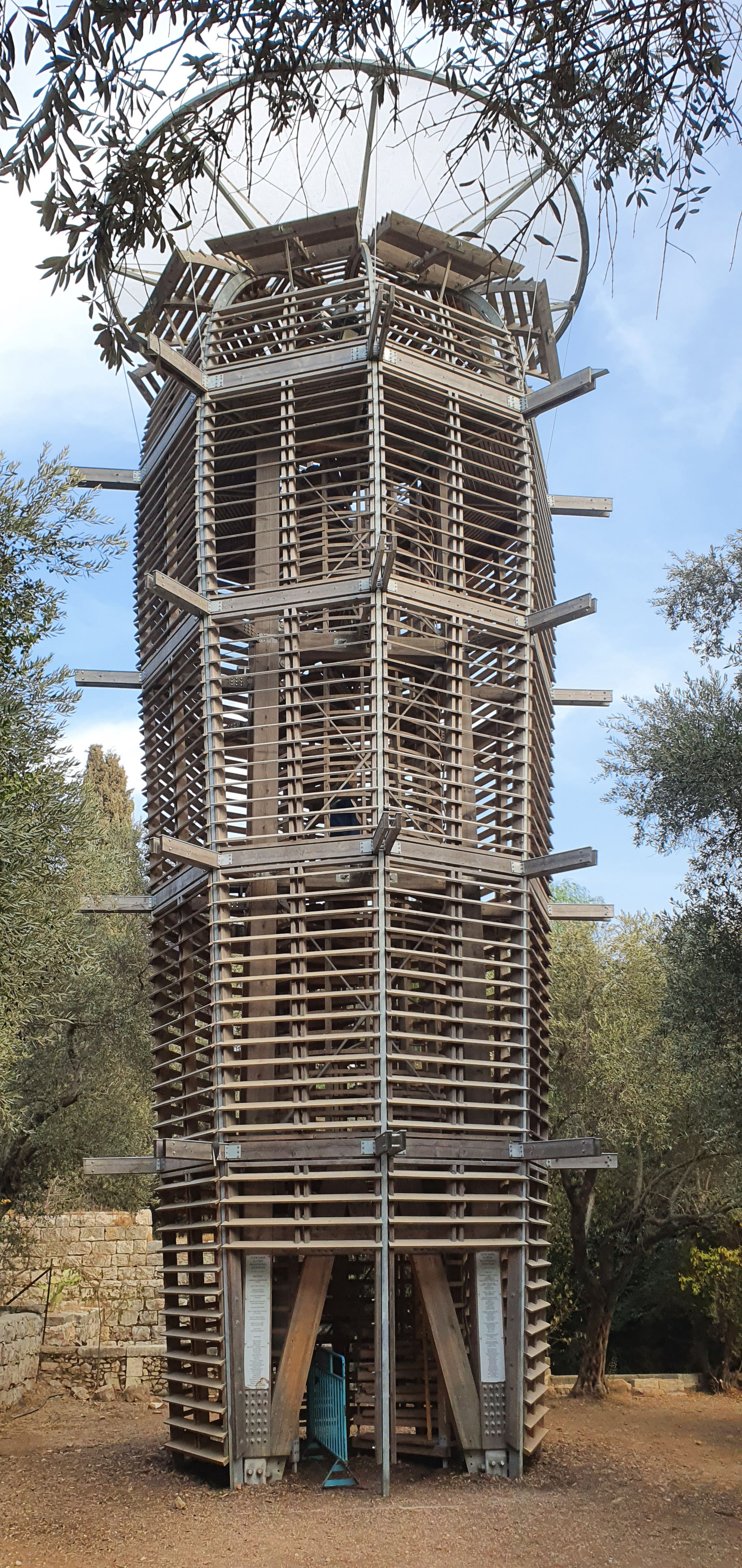
Věž Ester v Jeruzalémě

## Výstavy
- 1982 – Práce architektů, malířů a sochařů, Ústav makromolekulární chemie AV ČR, výstavní síň, Praha
- 1983 – Prostor, architektura, výtvarné umění; Výstaviště Černá Louka, Ostrava
- 1989 – Středotlací; Galerie Jaroslava Fragnera, Praha
- 1992 – Česká a slovenská novofunkcionalistická architektura; Palác Kinských, Praha
- 2008 – New Face of Prague; České centrum Praha, Praha
- 2008 – Zelená architektura; Galerie Jaroslava Fragnera, Praha
- 2010 – Přirozená architektura, 12. mezinárodní výstava architektury, Benátky[27]
- 2011 – SIAL: Sdružení inženýrů a architektů Liberec; Galerie Jaroslava Fragnera, Praha
- 2011 – Současný český industriál; Galerie Jaroslava Fragnera, Praha
- 2012 – eMRAK – Martin Rajniš Architects; USA, Washington D.C., The Catholic University of America, Te2 Symposium, Martin Rajniš, Tomáš Kosnar
- 2012 – eMRAK – Martin Rajniš Architects; USA, Washington D.C., The Catholic University of America, Te2 Symposium, Martin Rajniš, Tomáš Kosnar
- 2014 – Artefakt; Praha 14 Kyje, Martin Rajniš, David Kubík, Tomáš Kosnar
- 2014 – Martin Rajniš: Huť architektury, Centrum současného umění DOX, Praha, Holešovice
- 2014 – Punk v české architektuře; Galerie Jaroslava Fragnera, Praha
- 2015 – Martin Rajniš - Fabrika architektury; Rusko, Nižnyj Novgorod; Martin Rajniš, Martin Kloda
- 2015 – Martin Rajniš - Fabrika architektury; Rusko, Nižnyj Novgorod; Martin Rajniš, Martin Kloda
- 2016 – Martin Rajniš: první architektura; Brno, Moravská galerie v Brně, Rostislav Koryčánek
- 2017 – Martin Rajniš - Fabrika architektury; Ukrajina, Kyjev, Martin Rajniš, David Kubík, Martin Kloda
- 2017 – The Tower in Jerusalem; Izrael, Jeruzalém, Hansen House, Martin Rajniš, Tomáš Kosnar
- 2018 – HAMR Huť architektury Martin Rajniš; Španělsko, Logrono, Concéntrico festival, Martin Rajniš, Tomáš Kosnar
- 2021 – 1920–2020 Praha–Tokio / vlivy, paralely, tušení společného; Praha, Galerie Jaroslava Fragnera, Helena Čapková, Dan Merta
- 2021 – Česká architektura od Secese k dnešku; Praha, Jízdárna Pražského Hradu, Architecture week, Vladimír Šlapeta

## Reportáže, pořady, filmy
- 2007 – Strategie svobody / The Strategy of Freedome; J.Dlouhý; Česká televize
- 2009 – Atelier nad Řekou / Atelier Above the River; Vojta Kopecký; VOKOMRAK
- 2009 – Bára, příběh věže / Bara, the Story of a Tower; Vojta Kopecký; VOKOMRAK
- 2009 – Pahrbek český; Lucie Králová; Česká televize
- 2010 – Biennale Architettura 2010 Natural Architecture; Vojta Kopecký; VOKOMRAK
- 2010 – Transborder; Vojta Kopecký; VOKOMRAK
- 2013 – proStory: Martin Rajniš – Huť architektury; Lucie Králová; Česká televize
- 2014 – Global Award for Sustainable Architecture; Veronika Kastlová, Havel Parkán; HAMR
- 2014 – Dům v oboře; Havel Parkán, David Kubík; HAMR
- 2014 – Strukturální konstrukce z kmínků; Veronika Kastlová, Max Funda; HAMR
- 2014 – Maják a muzeum Járy Cimrmana; Vojta Kopecký; HAMR
- 2015 – Dóm Chaosu; Štěpán Alexander; Harvest films
- 2015 – Martin Rajniš - Huť architektury DOX; Havel Parkán; HAMR
- 2018 – Doubravka; Vojtěch Kopecký;	HAMR
- 2018 – Klackovitý architekt Martin Rajniš; Roman Vávra; Česká televize
- 2021 – Příběh vzducholodi Gulliver; Leoš Válka; DOX Praha

## Ocenění
- 2004 – Nominace na cenu Mies van der Rohe: Továrna na svítidla, Praha 9 (Koloděje),
- 2008 – Nominace na cenu Mies van der Rohe, Hráň u Slavonic
- 2013 – Dřevostavba roku za Dům v oboře
- 2013 – Nominace na cenu BigMat, mezinárodní cena za architekturu,
- 2014 – Nominace na cenu Mies van der Rohe, Maják a muzeum Járy da Cimrmana
- 2014 – Ernst A. Plischke Preis za Hráň u Slavonic
- 2016 – veřejný interiér roku 2016 - Gulliver
- 2017 – XXIV.Grand Prix Architektů / Design - Gulliver
- 2017 – Stavba roku středočeského kraje - Panorama Golf Resort
- 2017 – Stavba roku / pocta ČKA - Gulliver
- 2018 – XXV. Grand Prix Architektů / Design - Doubravka
- 2018 – Nadace dřevo pro život - Dřevěná konstrukce roku 2018 - realizace - věž Ester
- 2018 – Nadace dřevo pro život - Dřevěné interiéry roku 2018 - realizace - Gulliver
- 2019 – Dřevěná stavba roku – dřevěné konstrukce – Transbordér Nantes
- 2019 – Dřevěná stavba roku – dřevěné konstrukce – rozhledna Doubravka
- 2020 – Dřevěná stavba roku – dřevěná hřiště 2020 – Didaktická venkovní herna
- 2020 – Dřevěná stavba roku – dřevěné konstrukce 2020 – Vinařství Dolní Dunajovice
- 2020 – Dřevěná stavba roku – moderní dřevostavba 2020 – Dům Radčice
- 2021 – Dřevěná stavba roku – velké dřevěné konstrukce 2021 – Expo Dubai
- 2021 – Dřevěná stavba roku – dřevěné budovy 2021 – Přístavba statku Jižní Čechy